# 神戶洋行
神戶洋行（日语：神戸 洋行，1967年7月22日—），日本男性動畫導演、動畫師。動畫工房出身。
代表作是擔任導演的《VIPER'S CREED》、《我的妹妹哪有這麼可愛！》系列、《我，要成為雙馬尾》及《掠奪者》。

## 概要
1988年以動畫師身分在業界出道。成為自由動畫師之前負責過動畫工房下判統包作品的動畫檢察和原畫工作。2009年的電視動畫《VIPER'S CREED》首次擔任導演。
下判統包時期參加過寫實系動畫作品的製作，從擔任《我的妹妹哪有這麼可愛！》（以下簡稱《俺妹》）的導演開始，在他不擅長的日常系作品中加入讓人留下強烈印象的喜劇要素獲得外界拔擢。這是因為他說「我是邊工作邊把體內的熱量用在描寫日常的作品上」，在執導《俺妹》時不是只用動畫的方式進行製作，而是下意識將現實中自然變化的表情和動態融入動畫的場景氛圍。

## 人物
喜歡的動物有貓咪、兔子、鯨魚。曾經養過兔子，另外有收藏宅配寄送的動畫《我的妹妹哪有這麼可愛！》劇中登場的兔子布偶。

## 主要參加作品

### 電視動畫
1980年代
- 七龍珠（1989年，動畫）
- 七龍珠Z（1989年－1996年，動畫）

1990年代
- 長腿叔叔（1990年，原畫）
- 海底兩萬哩（1990年－1991年，原畫）
- 卡利麥羅 (1992年版)（1992年，原畫）
- 機動戰士V鋼彈（1993年－1994年，原畫）
- 幽☆遊☆白書（1992年－1995年，原畫）
- 超時空要塞7（1994年－1995年，原畫）
- 新世紀福音戰士（1995年－1996年，原畫）
- NINKU -忍空-（1995年－1996年，分鏡、作畫監督）
- 熱鬥小馬（1996年－1997年，作畫監督）
- 浪客劍心（1996年－1998年，原畫）
- 魔法少女砂沙美（1996年－1997年，作畫監督）
- 烈火之炎（1997年－1998年，作畫監督、原畫）
- VIRUS -VIRUS BUSTER SERGE-（日语：VIRUS）（1997年，作畫監督）
- 少女革命（1997年，原畫）

2000年代
- 驚爆危機（2002年，演出、機械作監、作畫監督協力、機械作監協力、原畫）
- 最終兵器彼女（2002年，分鏡、演出、原畫）
- 超重神GRAVION（2002年，演出、作畫監督、原畫）
- 聖槍修女（2003年，副導演、怪物角色設定）
- WOLF'S RAIN（2003年，演出、原畫）
- 甲賀忍法帖（2005年，演出、作畫監督）
- 星界死者之書 -ENGAGE planet-（2007年，副導演、配角設定、演出、作畫監督、原畫）
- 十字架與吸血鬼（2008年，原畫）
- 強襲魔女（2008年，OP演出）
- 輕聲密語（2009年，演出、原畫）
- VIPER'S CREED（日语：VIPER'S CREED）（2009年，導演、人物設定）

2010年代
- 戰國BASARA貳（2010年，原畫）
- 強襲魔女2（2010年，OP演出）
- 我的妹妹哪有這麼可愛！（2010年－2011年，導演）
- DEVIL SURVIVOR2 the ANIMATION（2013年，惡魔角色設定）
- 我的妹妹哪有這麼可愛。（2013年，導演）
- 宇宙戰艦大和號2199（2013年，分鏡）
- 狐仙的戀愛入門（2014年，分鏡、原畫）
- 銀之匙 Silver Spoon（2014年，分鏡、演出）
- 約會大作戰II（2014年，機械總作畫監督、原畫）
- 我，要成為雙馬尾（2014年，導演[2]、分鏡、原畫）
- ALDNOAH.ZERO（2015年，作畫監督）
- 櫻子小姐的腳下埋著屍體（2015年，作畫監督）
- Active Raid -機動強襲室第八係-（2016年，主線動畫師、機械作畫監督、DN作畫）
- 野球少年（2016年，演出）
- 魔物獵人物語 RIDE ON（2016年，OP演出）
- 無畏魔女（2016年，作畫監督）
- 競女!!!!!!!!（2016年，作畫監督）
- Re:CREATORS（2017年，作畫監督）
- 皇帝聖印戰記（2018年，分鏡）
- Angolmois 元寇合戰記（2018年，道具設計、原畫、ED原畫）
- 荒野的壽飛行隊（2019年，作畫演出）

2020年代
- 掠奪者（2020年，導演、演出、作畫監督）
- 擾亂 THE PRINCESS OF SNOW AND BLOOD（2021年，作畫監督）

### 電影動畫
- 魔女宅急便（1989年，原畫）
- 跑吧！美樂斯（1992年，原畫）
- 幽☆遊☆白書 冥界死鬥篇：炎之絆（1994年，原畫）
- 少女革命 ～思春期默示錄（1999年，原畫）
- 勇者物語（2006年，人物設定、作畫監督）
- 劇場版 強襲魔女（2012年，分鏡、演出）
- 好想大聲說出心底的話。（2015年，演出、原畫）
- 約會大作戰 DATE A BULLET 赤黑新章：虛或實（2020年，作畫監督）
- 約會大作戰 DATE A BULLET 赤黑新章：紅或白（2020年，作畫監督）

### 網路動畫
- 蠟筆小新外傳 玩具大戰（日语：クレヨンしんちゃん外伝 おもちゃウォーズ）（2016年，演出）※花上將吾名義。

### 遊戲
- 逮捕令（2001年，分鏡）
- 鍊金術士莉莉3（2001年，圖形）
- 朱 -Aka-（2003年，OP導演&分鏡&演出&原畫）